# Renesas H8
H8 ist der Name einer umfangreichen Familie von 8-Bit- und 16-Bit-Mikrocontrollern, entwickelt und hergestellt von Renesas Technology. Die ersten Versionen wurden in den 1990er Jahren von Hitachi Semiconductor entwickelt und werden inzwischen von Renesas Technology, dem ausgegliederten Halbleiterbereich von Hitachi, weiterentwickelt.

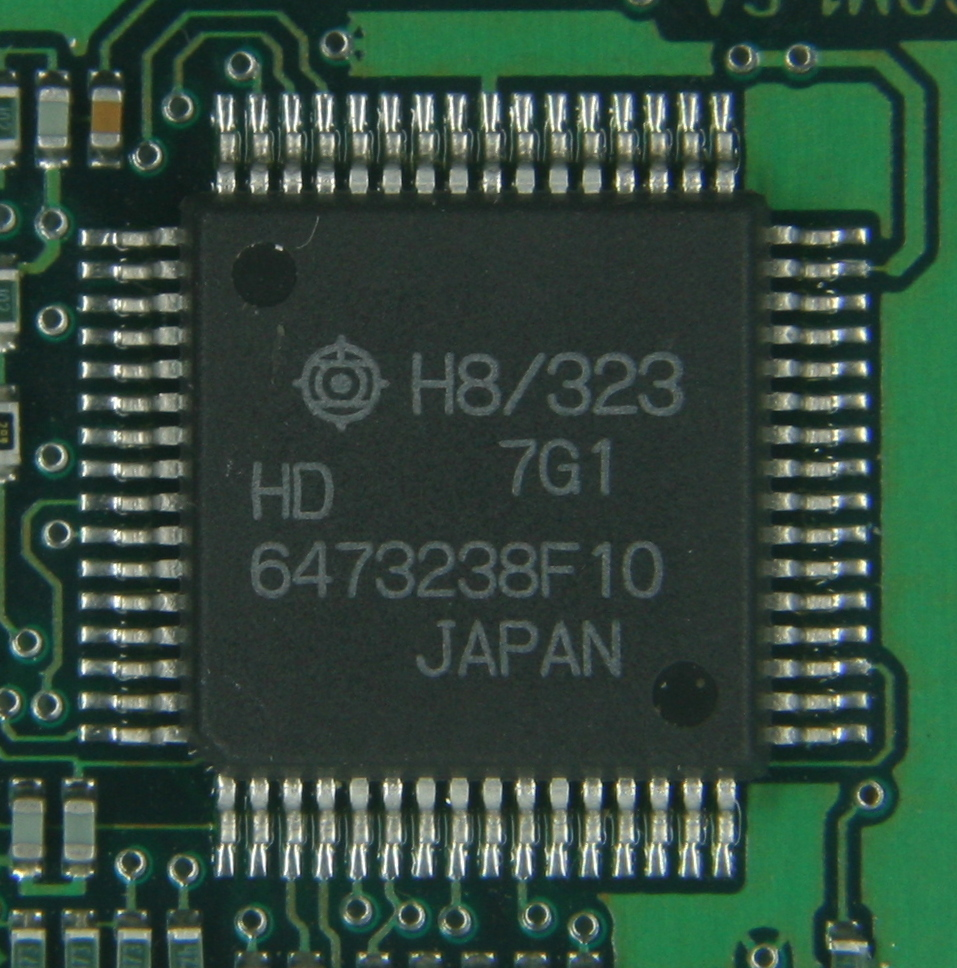
H8-323-Mikrocontroller

Die H8-Familie besteht aus den Serien H8/300, H8/300H, H8/500, H8S und H8SX, mit vielen unterschiedlichen Versionen, jede von ihnen mit anderen Merkmalen, Geschwindigkeitsvariationen und einer umfangreichen Auswahl von Peripherieelementen wie serielle I/O Ports, unterschiedliche Größen von ROM, Flash-Speicher und RAM. Die On-Chip-ROM- und Flash-Speicher rangieren in Bereichen von 16 KByte bis 1 MByte und RAM von 512 Byte bis 512 KByte.
Die ursprüngliche H8-Architektur beruhte auf der PDP-11-Architektur der DEC PDP-11, mit acht 16-Bit-Registern (die H8/300H und H8S haben eine zusätzliche Bank von acht 16-Bit-Registern) und umfangreiche Adressierungsmodi. Die Familien H8/300H und H8S besitzen außerdem zusätzlich acht 32-Bit-Register, von denen jedes als ein 32-Bit-Register, zwei 16-Bit- oder zwei 8-Bit-Register angesprochen werden kann. Mehrere externe Firmen liefern Compiler für die H8-Familie. Außerdem gibt es eine Portierung der GNU Compiler Collection einschließlich eines Instruction Set Simulators. Daneben sind von Renesas und externen Providern unterschiedliche Hardware-Emulatoren verfügbar.
Der H8S findet sich in verschiedenen Digitalkameras, Printer Controllern, Smart Cards, industriellen Steuerungen und diversen Automotive-Untersystemen aber auch Schachcomputern (z. B. Travel Champion 2080 mit einem Programm von Frans Morsch). So verwendet zum Beispiel auch LEGO Mindstorms diese Architektur (eine Version des H8/300). Eine weitere Anwendung fand sich in elektronischen Musikinstrumenten, einige Workstation-Keyboards von Yamaha, wie das PSR 6700, verwendeten Varianten des H8/500.